# Ingolf Roßberg

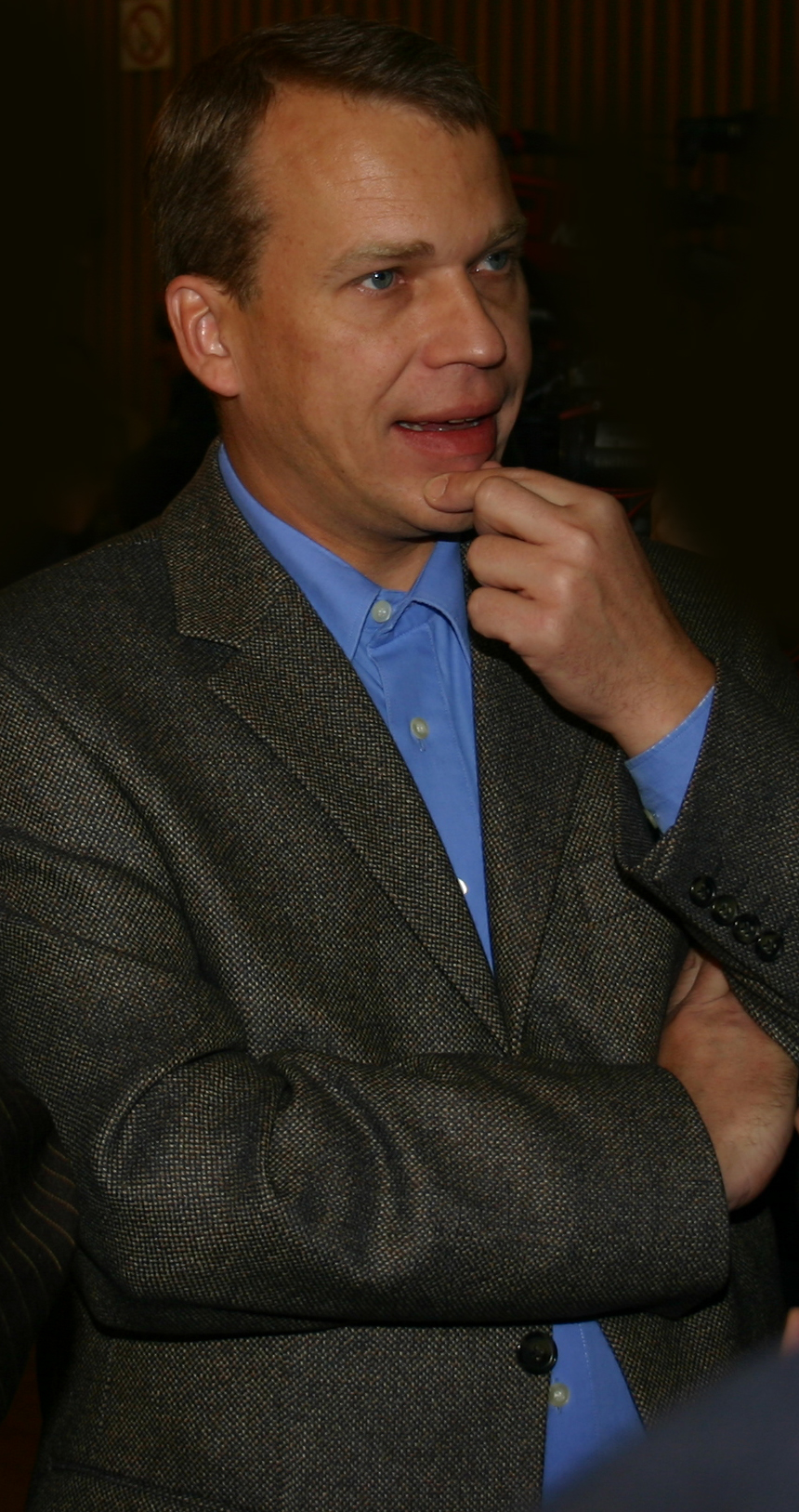
Ingolf Roßberg

Ingolf Roßberg, född 22 mars 1961, var överborgmästare i Dresden, Sachsen, Tyskland under perioden 2001 till 2008.

## Utbildning och politisk karriär
Roßberg är utbildad trafikingenjör. Mellan 1989 och 1990 var han förtroendevald för LDPD i Dresdens stadsfullmäktige. 1990-94 satt han i utskottet för stadsutveckling.
Vid valet till överborgmästare 1994 ställde han upp för FDP men fick se sig slagen av den sittande överborgmästaren Herbert Wagner från CDU.
1994–2000 var han borgmästare i Radebeul.
Roßbergs kandidatur till valet 2001 stöddes av SPD, Die Grünen, PDS och delar av FDP. Många högt uppsatta politiker i FDP motsatte sig hans kandidatur.
I andra valomgången den 24 juni 2001 valdes han med 47,1% mot Herbert Wagner (40%) och Wolfgang Berghofer (12,2 %) till överborgmästare i Dresden.
Under Roßbergs mandatperiod påbörjades många nybyggen i Dresden, framförallt i innerstaden.
Roßberg arbetade för att Elbes dalgång i Dresden skulle tas upp på Unescos världsarvslista. Dalen skrevs in 2004, men flyttades 2006 till listan över hotade världsarv, och ströks 2009 helt då Waldschlösschen-bron började byggas i dalgången.

## Personligt
Ingolf Roßberg är gift med Astrid-Birgit Roßberg, född Libke, och har tre barn.